# Edgar Cardoso

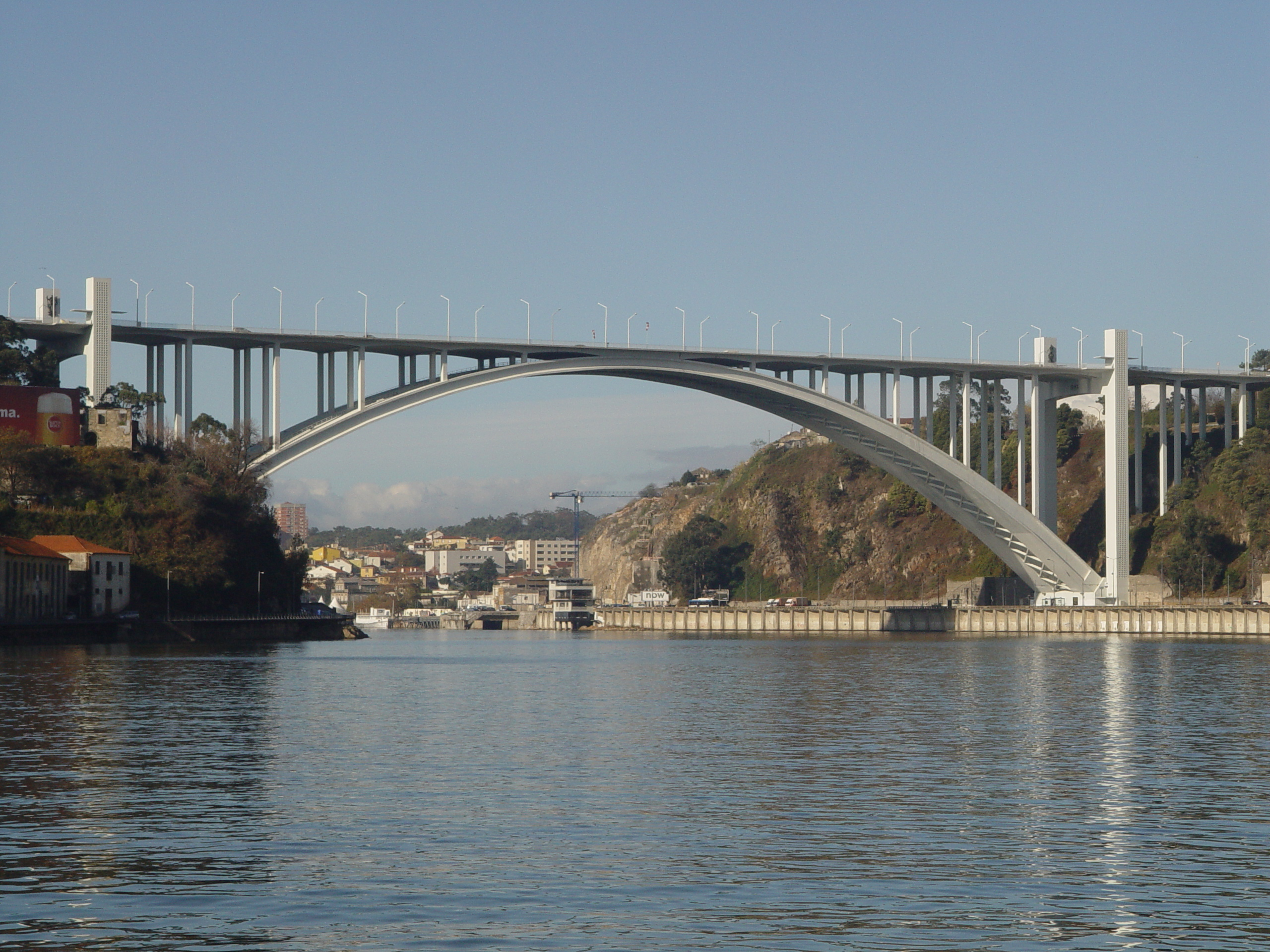
Ponte da Arrábida sobre o rio Douro, no Porto.

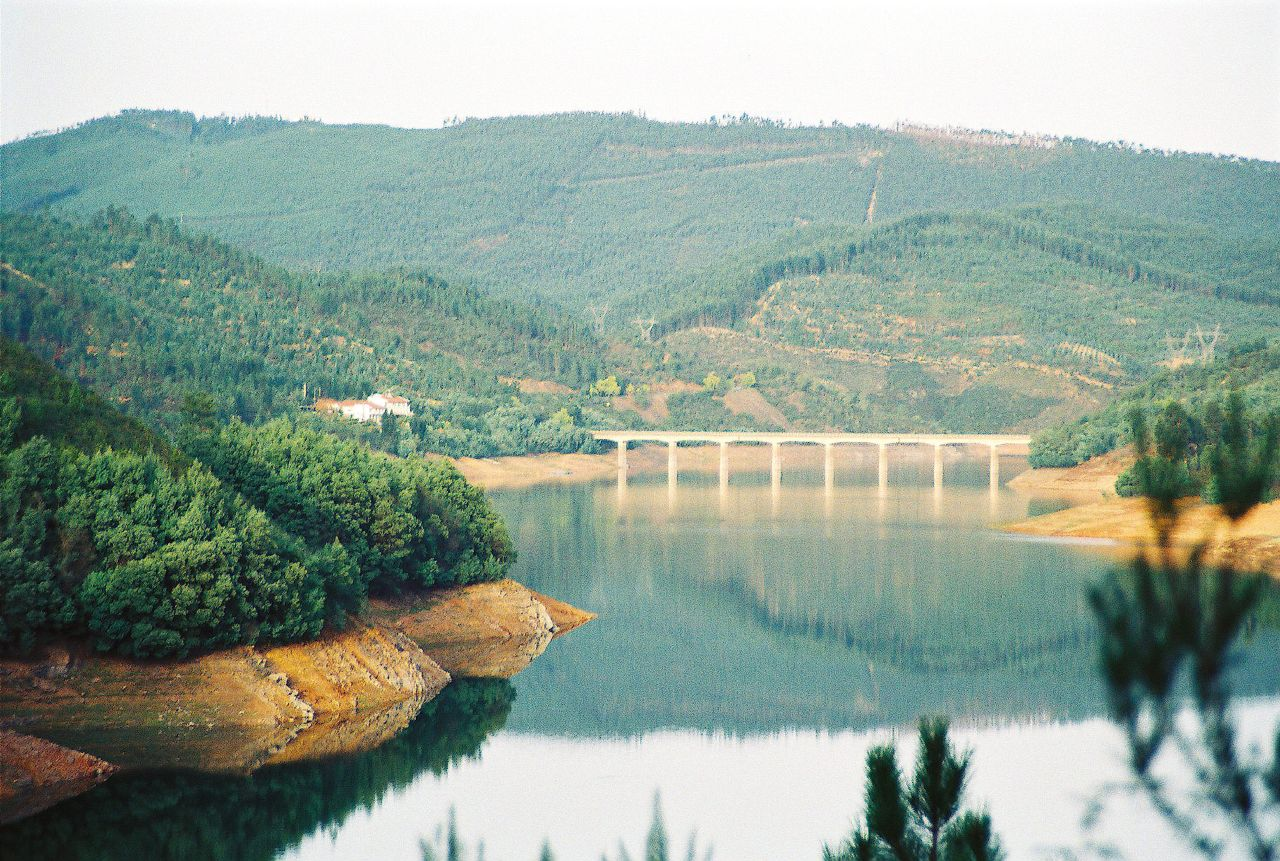
Ponte do Vale da Ursa, sobre o rio Zêzere.

Edgar António de Mesquita Cardoso OC • GOSE • GCSE (Bonfim, Porto, 11 de maio de 1913 — Lisboa, 5 de julho de 2000) foi um engenheiro de pontes português do século XX.
Era filho do engenheiro civil Francisco Victor Cardoso, natural de Coimbra (freguesia da Sé Nova), e de Amélia Teixeira de Mesquita Cardoso, doméstica, natural do Porto (freguesia de Cedofeita).
Formou-se em engenharia civil na Faculdade de Engenharia da Universidade do Porto (FEUP) em 1937. Foi professor universitário e autor de algumas das mais belas pontes portuguesas, tendo sido agraciado com um doutoramento Honoris Causa indicado pela Congregação da Faculdade de Arquitetura e Urbanismo da Universidade Federal do Rio de Janeiro em 1969
De 1938 a 1951 exerceu como Engenheiro Civil na JAE-Junta Autónoma das Estradas.
A 7 de junho de 1941, casou civilmente em Lisboa com Margarida Congeol (Pena, Lisboa, c. 1907 — 6 de julho de 1996), doméstica, já divorciada de Edgar Augusto Cardoso desde 1935, filha de Leopoldo Congeol, natural de Paris (Saint-Germain-des-Prés), e de Maria das Dores Abreu, doméstica, natural do Funchal (freguesia de São Pedro).
Em 1944 estabeleceu o seu gabinete de projetos.
A 5 de agosto de 1944 foi feito Oficial da Ordem Militar de Cristo e a 12 de junho de 1963 Grande-Oficial da Ordem Militar de Sant'Iago da Espada, tendo sido elevado a Grã-Cruz da mesma Ordem a título póstumo a 4 de outubro de 2004.
De 1951 a 1983 foi professor de Pontes no Instituto Superior Técnico (IST), Lisboa.
A Câmara Municipal de Lisboa prestou-lhe homenagem atribuindo o seu nome a uma alameda na freguesia de S. Sebastião da Pedreira, actual freguesia das Avenidas Novas, junto à Estufa Fria, cuja cobertura foi por si projectada.
Em Outubro de 2021 a empresa do engenheiro Edgar Cardoso, Edgar Cardoso, Engenharia e Laboratório de Estruturas, foi escolhida como uma das três finalistas do concurso público internacional para a construção da nova ponte que ligarás as duas margens do Rio Douro.

## Obras
Referência a algumas das obras que projetou:
- 1949 – Ponte de Abragão ou Ponte do Canal, sobre o Rio Tâmega, com um arco de alvenaria com uma relação flecha/vão de 9m/60m = 1/7, encontra-se atualmente submersa devido a construção da Barragem do Torrão.
- 1951 – Ponte do Vale da Ursa sobre o rio Zêzere

- 1952 – Ponte na Foz do Sousa, com um arco de betão armado de 115m de vão

- 1954 – Ponte de Santa Clara sobre o Rio Mondego, em Coimbra, com um tabuleiro em laje contínua de altura variável

- 1954 – Pontes do Cávado e do Caldo, com tabuleiro em betão armado apoiado em pilares ocos de cantaria com altura máxima de 60m

- 1954 – Reabilitação da Ponte Luíz I sobre o Rio Douro no Porto, uma ponte em arco executada em 1881 segundo projeto de T. Seyrig

- 1956 – Alargamento do tabuleiro e aplicação de pré-esforço exterior na Ponte D. Luiz, uma ponte com tabuleiro em estrutura metálica com vãos de 60m, construída em 1881 sobre o Rio Tejo, em Santarém
- 1960 - Ponte sobre a ribeira do Inha ( EN 222 )
- 1961 –  Ponte de Mértola em Mértola
- 1961 - Viaduto de Vila Franca de Xira na A1

- 1957 – Ponte Almirante Sarmento Rodrigues de Barca de Alva sobre o Rio Douro, com arcos múltiplos de 37,5m de vão

- 1962 – Alargamento do tabuleiro e aplicação de pré-esforço exterior na Ponte de Abrantes sobre o Rio Tejo, uma ponte construída em 1870 pela empresa Fives-Lille, com vãos de 42,5m+5x50,8m+42,5m

- 1962 – Ponte suspensa múltipla sobre o Rio Save, em Moçambique, com vãos de 90m+3x210m+90m

- 1962 – Ponte suspensa múltipla de Tete sobre o Rio Zambeze, em Moçambique, com vãos de 90m+3x180m+90m

- 1963 – Ponte de S. Fins, com um arco de relação flecha/vão de 5m/70m

- 1963 – Ponte da Arrábida sobre o Rio Douro no Porto, com um arco de 270m de vão (na época o maior arco de betão armado do mundo)

- 1964 – Pontes ferroviárias e pontes cais em betão pré-esforçado em Moçâmedes, Angola

- 1969 – Vários edifícios para a Universidade de Coimbra (Faculdades de Medicina, Matemática e Humanidades)

- 1972 – Hotel Sheraton, edifício de 30 pisos em Lisboa

- 1972 – Ponte de Mosteirô sobre o Rio Douro, com 110m de vão central. Foi considerada por Edgar Cardoso como a sua melhor e mais bela obra (construção sobre a antiga aproveitando dois dos três pilares originais).

- 1974 – Ponte de Macau-Taipa (Ponte Governador Nobre de Carvalho) , com um tabuleiro contínuo de 1231m realizado com elementos pré-fabricados

- 1975 – Ponte do Kwanza (Angola), ponte atirantada com um vão central de 260m e um tabuleiro misto aço/betão

- 1978 - Ponte Edgar Cardoso da Figueira da Foz sobre o Rio Mondego, ponte de tirantes com um vão central de 225m

- 1984 – Prolongamento do Aeroporto do Funchal com uma extensão de 1800m (e estudo da sua extensão para 2781m), com uma laje pré-esforçada com 150m de largura apoiada em pórticos de betão armado, realizado sobre o mar, executada em vigas de betão prefabricadas, assentes sobre pilares de betão armado (estudos iniciais adaptados por António Segadães Tavares)
- 1989 –  Ponte sobre o rio Limpopo ( Xai-Xai) em Moçambique.
- 1992 – Ponte ferroviária de S. João sobre o Rio Douro no Porto, uma ponte com pórticos de betão armado pré-esforçado com o tabuleiro realizado por avanços sucessivos em consola e vão máximo de 250m